# Qin’an

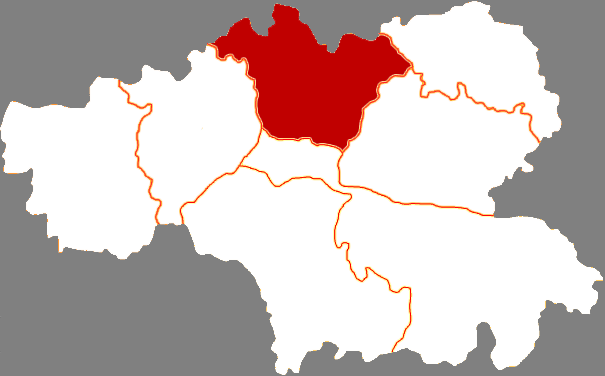
Lage von Qin’an innerhalb von Tianshui

Der Kreis Qin’an (chinesisch 秦安县, Pinyin Qín’ān Xiàn) gehört zum Verwaltungsgebiet der bezirksfreien Stadt Tianshui der chinesischen Provinz Gansu.
Die Fläche beträgt 1.601 Quadratkilometer und die Einwohnerzahl 529.800 (Stand: Ende 2018).
Der Konfuzianische Tempel von Qin’an (Qin’an wenmiao 秦安文庙), der buddhistische Xingguo-Tempel (Xingguo si 兴国寺) und die neolithische Dadiwan-Stätte (Dadiwan yizhi 大地湾遗址) stehen auf der Liste der Denkmäler der Volksrepublik China.